# 低庄镇
低庄镇，是中华人民共和国湖南省怀化市溆浦县下辖的一个乡镇级行政单位。

## 行政区划
低庄镇下辖以下地区：
东门头街社区、白毛湖街社区、镇东街社区、镇南街社区、东门村、吉家冲村村会、杨和平村、小龙潭村、牌子田村、严家坡村、栗子坪村、老屋园村、后湾村、肖家湾村、赤竹溪村、松阳坪村、阳兴村、连山村、连塘村、荆湖村、月塘村、金风村、新庄村、松龙村、岩头村、枫林村、思溪村、思庄村和镇宁村。

## 交通
- 沪昆铁路：低庄站